# Cornifesto Tinto
Cornifesto Tinto ist eine Rotweinsorte. Sie wird im Norden Portugals in den Bereichen Dão, Douro, Beira Litoral, Beira Interior und Alto Trás-os-Montes kultiviert. In geringem Umfang wird sie auch in Südafrika angebaut.  Die Sorte treibt spät aus und erbringt eher leichte Rotweine. Aufgrund ihrer tiefdunklen Farbe ist aber eine der Sorten, wenn auch der weniger wichtigen, für den Portwein. Sie ist eine Varietät der Edlen Weinrebe (Vitis vinifera). Sie besitzt zwittrige Blüten und ist somit selbstfruchtend. Beim Weinbau wird der ökonomische Nachteil vermieden, keinen Ertrag liefernde, männliche Pflanzen anbauen zu müssen.
Eine Überprüfung mittels DNA-Analyse ergab, dass die Rebsorte eine Kreuzung der Sorten Cayetana Blanca x Alfrocheiro Preto ist Cornifesto ist aufgrund der gleichen Kreuzungspartner mit den Sorten Malvasia Preta, Mouraton, Periquita und Camarate verwandt.
Siehe auch die Artikel Weinbau in Portugal, Weinbau in Südafrika sowie die Liste von Rebsorten.

## Synonyme
Die Rebsorte Cornifesto tinto ist auch unter den Namen Cornifeito, Cornifesta, Cornifesto, Cornifesto no Dão, Cornifresco und Tinta Bastardeira bekannt.